# Lev Ďomin
Lev Stěpanovič Ďomin (rusky Лев Степанович Дёмин, 11. ledna 1926 Moskva – 18. prosince 1998) byl sovětský kosmonaut ruské národnosti.

## Život
Když skončil základní školu, přihlásil se do zvláštní školy leteckých pilotů, ale dlouho tam nevydržel, chtěl bojovat. Po zahájení 2. světové války mu bylo 16. let a na vojnu ho nevzali kvůli nízkému věku, šel tedy pracovat jako učedník do zbrojní továrny. Po krátké době se dostal znovu na leteckou školu a dokončil ji v roce 1945. K letectvu však napoprvé nebyl přijat ze zdravotních důvodů (obava z dědičné krátkozrakosti), ale aby u letectva mohl zůstat, nastoupil na školu leteckých mechaniků a pak na letecké spojařské učiliště. Odtud jej doporučili ke studiu na Vysokou leteckou inženýrskou akademii Žukovského v Moskvě. Jako inženýr se v laboratoři specializoval na automatické řízení. Pak požádal o přijetí do výběrového řízení na nové adepty kosmonautiky, prošel i novou zdravotní kontrolou a po svém letu se Sojuzem 15 z Bajkonuru se stal v roce 1974 kosmonautem. Byl ženatý, měl dvě děti.
Zemřel na rakovinu v Hvězdném městečku v roce 1998 ve věku 72 let.

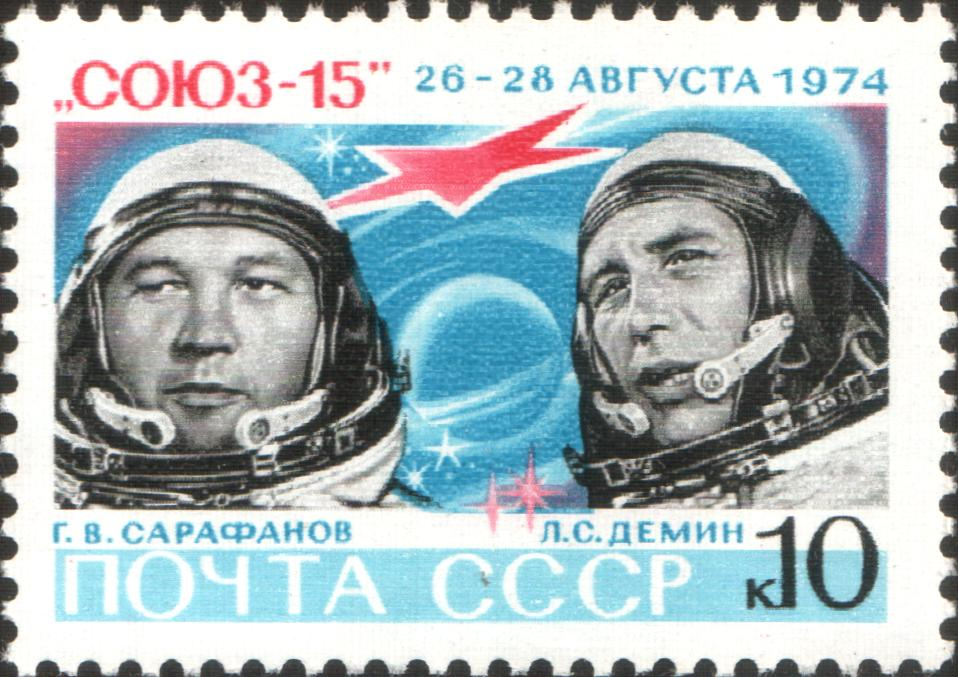
Lev Ďomin vpravo na sovětské poštovní známce

## Let do vesmíru
Letěl jako palubní inženýr společně s kosmonautem Sarafanovem. Startovali z kosmodromu na Bajkonuru, délka letu byla 48 hodin. Hlavní úkol spojit se se Saljutem se jim nepodařilo splnit, několikrát si alespoň vyzkoušeli přibližovací manévry. Přistáli 48 km od města Celinograd.
- Sojuz 15 (26. srpna 1974 – 28. srpna 1974)